# Paweł Olkowski
Paweł Olkowski est un footballeur international polonais né le 13 février 1990 à Ozimek. Il évolue au poste d'arrière droit au Gaziantep FK.

## Biographie
Le 10 juillet 2018, il rejoint Bolton Wanderers.
Le 9 juillet 2019, Olkowski signe au Gaziantep FK.

## Carrière
- 2009-2011 : Gwarek Zabrze ( Pologne)
  - 2010-2011 : GKS Katowice ( Pologne)
- 2011-2014 : Górnik Zabrze ( Pologne)
- 2014-2018 : 1. FC Cologne ( Allemagne)[2]
- 2018- : Bolton Wanderers ( Angleterre)